# White (facteurs de clavecins)
Pour les articles homonymes, voir White.
Les White sont une famille de facteurs de clavecins anglais établis à Londres et actifs au cours du XVIIe siècle.
On les dénombre sur trois générations de père en fils :
- Thomas I White n'a laissé aucun instrument existant encore aujourd'hui. Il a eu pour apprentis Gabriel Townsend et son fils, également prénommé Thomas.
  - Thomas II White, fils du précédent, actif à partir de 1621 (année de son admission dans la guilde des menuisiers) est le plus connu par quatre virginals de sa production (1642, 1651, 1653, 1654) présents dans des collections publiques ou privées en Angleterre. Il a eu deux fils dans la profession ; mort de la peste, il a été enterré le 5 janvier 1660.  
    - Thomas III White, actif à partir de 1669 — admis la même année dans la guilde sur le témoignage d'Adam Leversidge, probablement son maître (pas d'instrument conservé).
    - James White (fl. 1656–1670) dont subsistent deux instruments (1656, 1661). Il a été admis dans la guilde le 1er décembre 1656 et a peut-être été facteur d'orgues.